# Los Angeles Open 1990
Il Los Angeles Open 1990 è stato un torneo maschile professionistico di tennis giocato sul cemento. È stata la 64ª edizione del torneo, che faceva parte della categoria World Series nell'ambito dell'ATP Tour 1990. Si è svolto al Los Angeles Tennis Center dell'UCLA a Los Angeles, negli Stati Uniti, dal 30 luglio al 5 agosto 1990.

## Campioni

### Singolare maschile
Stefan Edberg ha battuto in finale  Michael Chang per 7-6(4), 2-6, 7-6(3).

### Doppio maschile
Scott Davis /  David Pate hanno battuto in finale  Peter Lundgren /  Paul Wekesa per 3-6, 6-1, 6-3.